# Ининский мост
Ини́нский мост — подвесной мост через Катунь у села Иня Онгудайского района Республики Алтай, памятник архитектуры. Построен в 1936 году по проекту Сергея Афанасьевича Цаплина. Памятник представляет интерес как первый двухцепной висячий мост на территории России.

## Конструкция
Основной особенностью конструкции является оригинальная система висячего моста, основанная на теории многоцепных висячих ферм. Общая длина моста по настилу 142 м, пролёт над Катунью — 100 м. Пилоны моста высотой 21 метр представляют собой качающиеся железобетонные рамы. Цепи моста перекинуты через вершины пилонов и закреплены в анкерных плитах.

## История
В 1934 году студент Московского автодорожного института Сергей Афанасьевич Цаплин был отправлен на летнюю практику в район строительства Чуйского тракта. Цаплин со студенческой скамьи увлекался теорией висячих мостов. В своей работе «Многоцепные висячие фермы» он разработал ряд новых и оригинальных систем висячих мостов. 26-летний студент-пятикурсник, вдохновленный строительством дороги, показал главному инженеру строительства Анатолию Мирюкову свою дипломную работу — двухтроссовый мост с фермами Гау-Журавского. Главному инженеру понравился студенческий проект, и он решил его осуществить на одном из сложных участков — 356-м километре Чуйского тракта, где дорога пересекала Катунь у деревни Иня. До постройки моста движение через Катунь на данном участке дороги осуществлялось с помощью паромной переправы.
Строительство моста началось в декабре 1934 года. Цаплин сам претворял свой проект в жизнь, был главным инженером и начальником строительства. В подготовительных работах принимали участие местные жители села Иня, они отбирали для моста первосортную древесину лиственницы. Мост строили около 3000 заключённых седьмого отделения Сиблага НКВД. На левом берегу на пригорке стоял ограждённый колючей проволокой лагерь, а чуть выше располагалась охрана. Все работы велись вручную, руками натягивали тросы, крутили гайки. Канаты для моста скручивались на месте, прямо на льду застывшей Катуни с использованием задней оси грузового автомобиля. После завершения работ всех заключённых обещали амнистировать, поэтому у моста было ещё одно название — «дембельский». Работы велись как днём, так и ночью при свете фонарей. В апреле 1936 года начались испытания объекта. Шесть автомобилей ЗИС с полным грузом от 6 до 8 тонн медленно проехали с берега на берег. 1 мая 1936 года мост был открыт.
Как и было обещано, наиболее активных строителей моста амнистировали. Но по дороге в Бийск автомобиль ЗИС-5, которым управлял водитель-стажёр, упал в обрыв. Погибли 27 человек.
Ининский подвесной мост был выведен из эксплуатации в сентябре 1970 года в связи с постройкой рядом нового железобетонного автомобильного моста.

## Объект культурного наследия
Ининский мост с 1994 года является памятником архитектуры и внесен в реестр объектов культурного наследия РФ под номером 0200000278.

## Галерея

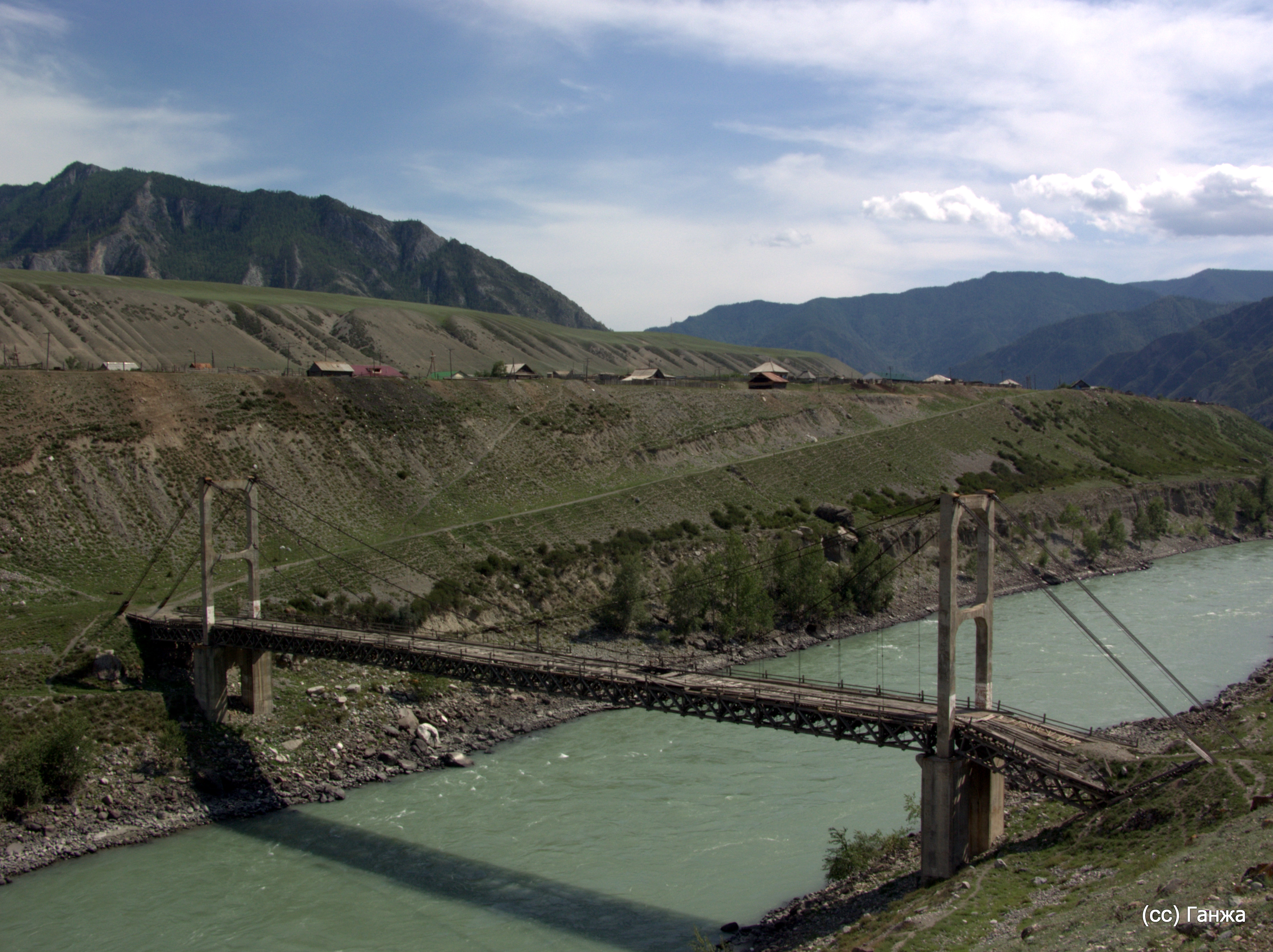
Ининский мост
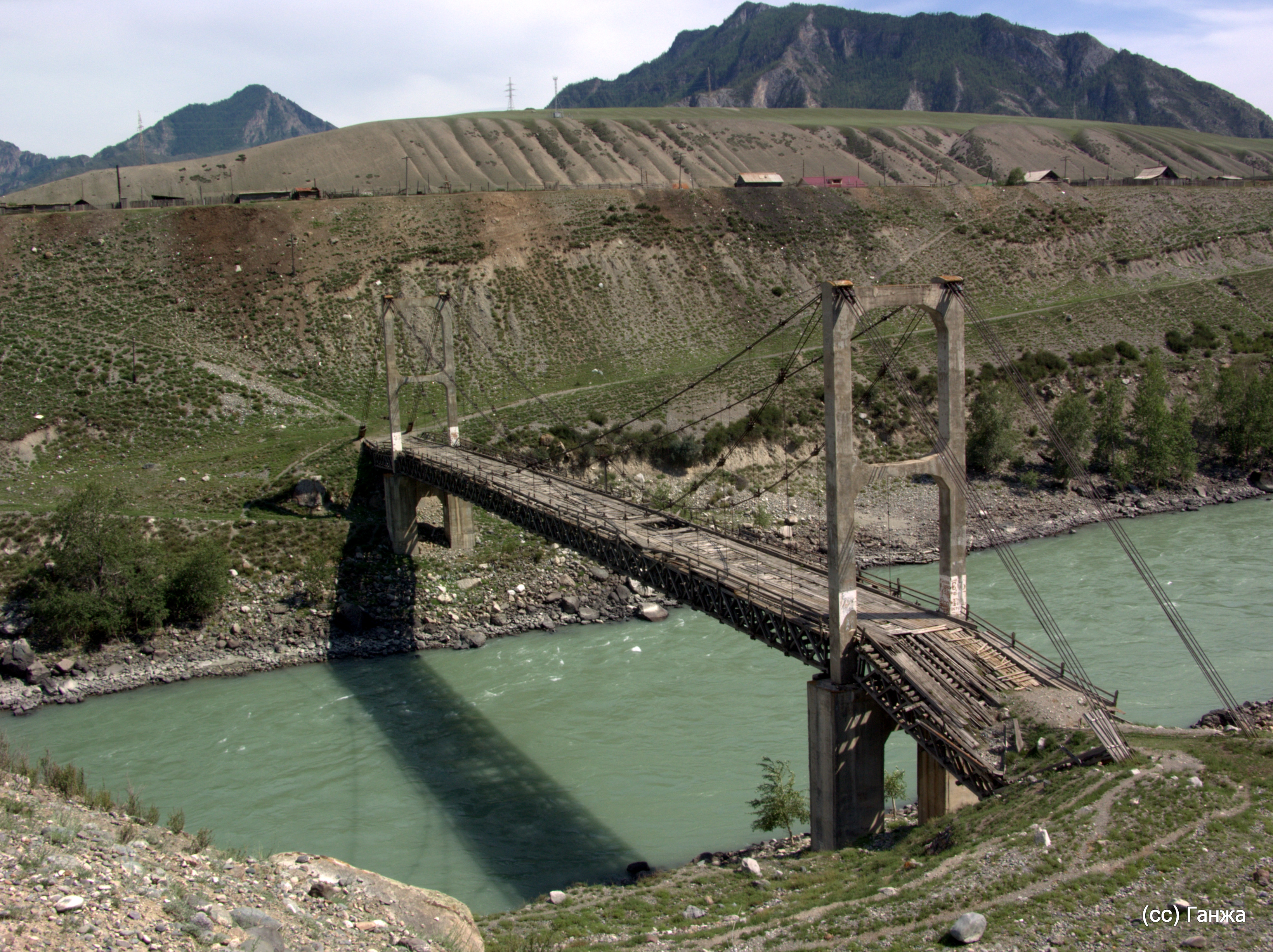
Ининский мост